# لوئیسما (بازیکن فوتبال، زاده ۱۹۸۹)
لوئیسما (انگلیسی: Luisma؛ زادهٔ ۱۱ اوت ۱۹۸۹) بازیکن فوتبال اهل اسپانیا است.
از باشگاه‌هایی که در آن بازی کرده‌است می‌توان به باشگاه فوتبال بارنت، باشگاه فوتبال دپورتیوو آلاوس، و باشگاه فوتبال راسینگ سانتاندر اشاره کرد.